# أر بي جي ميكر
أر بي جي ميكر (بالإنجليزية: RPG Maker)‏ هي عباره عن سلسله من برامج الحاسوب مصممة لإنشاء العاب ثنائية الأبعاد من نوع RPG. صدرت لأول مرة من قبل شركة آسي وثم تطورت فيما بعد من قبل إنتربرين.

## الإصدارات

### آر بي جي ميكر 2000
- صدرت في أبريل 2000 في أوروبا لمايكروسوفت ويندوز.
- ترجمة غير رسمية.

### آر بي جي ميكر 2003
- صدرت في ديسمبر 2003 في اليابان لمايكروسوفت ويندوز.

### آر بي جي ميكر XP
- صدرت في يوليو 2004 لمايكروسوفت ويندوز.
- أول نسخة تدعم اللغة الإنجليزية رسميا من الشركة.

### آر بي جي ميكر VX
- صدرت في اليابان في ديسمبر 2007، وصدرت بجميع أنحاء العالم في فبراير 2008.
- دعم نظام المعركة البسيط.
- دعم لغة البرمجية الشهيرة روبي (لغة برمجة).

## وصلات خارجية
- الموقع الإلكتروني